# Diego Piñeiro del Álamo
Diego Piñeiro del Álamo (Madrid, 13 de febrero de 2004), más conocido como Diego Piñeiro,  es un futbolista español que juega como guardameta en el Real Madrid Castilla Club de Fútbol de la Primera Federación, tercera categoría del fútbol de España.

## Trayectoria
Natural de Madrid, es un guardameta formado en la Escuela de Fútbol de Vicálvaro desde 2012 a 2014, fecha en la que ingresaría en la cantera del Real Madrid Club de Fútbol para incorporarse al alevín "B".
Piñeiro iría quemando etapas en La Fábrica, formando parte de los juveniles "C", "B" y "A", obteniendo los títulos de campeón de la Copa del Rey Juvenil 2022 y 2023 y campeón de la Copa de Campeones Juvenil 2023.
En la temporada 2023-24, formaría parte del Real Madrid Castilla Club de Fútbol en la Primera Federación. 

## Selección nacional

### Categorías inferiores
Piñeiro es internacional con la selección de fútbol sub-19 de España.